# Martina Šimkovičová
Martina Šimkovičová [ˈʂimkoʋitʂɔva] (früher Bartošíková; * 29. August 1971 in Modra, Tschechoslowakei als Martina Bučuričová) ist eine slowakische Politikerin, Kulturministerin der Slowakischen Republik in der vierten Regierung von Robert Fico seit Oktober 2023, ehemalige Fernsehmoderatorin, Mitglied des Nationalrats der Slowakischen Republik im Jahr 2016 und 2020 und wiedergewählt im Jahr 2023 als Kandidatin der Slowakischen Nationalpartei.
Als Kulturministerin ist Šimkovičová seit langem Gegenstand großer Kritik seitens der Opposition, der Medien und der Kulturöffentlichkeit. Sie wird oft dafür kritisiert, dass sie versucht, die slowakische Kultur zu dominieren, Menschen aus der Kultur- und Künstlergemeinschaft schikaniert und Hass gegenüber Minderheiten zum Ausdruck bringt. Sie wurde von den Medien und der Opposition immer wieder für die Art und Weise kritisiert, wie sie das Kulturministerium geführt habe, als „Nichtkulturministerin“ (slowakisch ministerka nekultúry).
Sie wird mit Desinformation und einem prorussischen Umfeld in Verbindung gebracht, ihre Rhetorik bedient sich teilweise der Sprache des rechtsextremen Umfelds. Nach ihrem Amtsantritt als Ministerin stellte sie die Finanzierung des Kampfes gegen Desinformation ein. Im öffentlich-rechtlichen Rundfunk muss jetzt unter anderem die Theorie, dass die Erde eine Scheibe sei, gleichrangig dargestellt werden. Laut Šimkovičovás Stabschef sei „nicht bewiesen, dass es nicht so ist“.
Im August 2024 entließ sie den Direktor des Slowakischen Nationaltheaters sowie die Direktorin der Slowakischen Nationalgalerie.